# Jerko Leko
Jerko Leko (Zagreb, 9 april 1980) is een Kroatische voetballer die bij voorkeur als middenvelder speelt. Hij verruilde in juli 2011 Bucaspor voor GNK Dinamo Zagreb. Dat verhuurde hem aan stadsrivaal NK Lokomotiva Zagreb.

## Clubcarrière
In 2002 won hij met Dinamo Zagreb de Beker van Kroatië. Na die finale werd Leko uitgeroepen tot Man van de wedstrijd. Met Dynamo Kiev werd hij tweemaal landskampioen (2003, 2004) en won hij driemaal de Oekraïense voetbalbeker (2003, 2004, 2006). In augustus 2012, na een week als aanvoerder van de ploeg uit Zagreb, werd Leko uit het team gezet door trainer Ante Čačić en werd Ivan Kelava de nieuwe aanvoerder van GNK Dinamo Zagreb. Volgens Čačić liet Leko niet voldoende wil zien voor Dinamo Zagreb. Met de terugkeer van Krunoslav Jurčić bij GNK Dinamo Zagreb, kwam Leko ook terug in het eerste elftal. Daarnaast verlengde Leko zijn contract bij GNK Dinamo Zagreb tot 1 januari 2015. Na het overlijden van de Kroatische voetbaldoelman en de beste vriend van Leko, Ivan Turina, besloot Leko zijn beste vriend te eren door verder met rugnummer 27 te spelen voor de rest van zijn voetbalcarrière. Op 15 december 2013 gaf Leko weer voor het eerst sinds februari 2013 een assist in de competitiewedstrijd tegen NK Zadar en deed dit tweemaal. De Modri wonnen de wedstrijd met 2-0 na de goals van El Arbi Hillel Soudani in de tweeëndertigste minuut en Duje Čop voor het einde van de eerste helft. Leko kreeg begin maart 2014 een symbolisch cadeau van GNK Dinamo Zagreb ter ere van zijn honderdvijftigste wedstrijd voor de Kroatische voetbalclub. Eén dag na het verlengen van zijn contract tot de zomer van 2016, werd Leko voor een seizoen verhuurd aan stadsrivaal NK Lokomotiva Zagreb. Het seizoen daarop werd hij opnieuw uitgeleend aan NK Lokomotiva.

## Interlandcarrière
Leko speelde in totaal 59 interlands voor de Kroatische nationale ploeg, waarin hij reeds tweemaal kon scoren. Onder leiding van bondscoach Mirko Jozić maakte hij zijn debuut op woensdag 8 mei 2002 in de vriendschappelijke uitwedstrijd tegen Hongarije (0-2), net als Marko Babić (Bayer Leverkusen), Tomislav Marić (VfL Wolfsburg) en Filip Tapalović (1860 München). Leko moest in dat duel na 78 minuten plaatsmaken voor veteraan Robert Prosinečki. In 2009 speelde hij zijn laatste wedstrijd voor Kroatië. Leko kon ook uitkomen voor het voetbalelftal van Bosnië en Herzegovina, vanwege zijn Bosnische wortels.